# Ciudad pacífico
Ciudad Pacífico es el segundo álbum de estudio de la banda colombiana Ekhymosis. Luego del gran éxito de su álbum Niño gigante, y a pesar de la salida del baterista Esteban Mora, la banda continuó realizando conciertos con su nuevo integrante, Jose Lopera. Con el tiempo entraría el tecladista Alejandro Ochoa a la banda, definiendo así su nueva formación, además de que estarían listos para grabar su segundo álbum el cual se publicó el 6 de abril de 1994 por la compañía Codiscos.
Quienes eran fanes de la banda, desde que se formó tocando metal, estaban ansiosos por saber qué tal sería el nuevo álbum de Ekhymosis; desafortunadamente cuando salió el primer sencillo del álbum, "Sin Rencores" muchos dejaron de seguir a la banda, pero también hubo quienes siguieron siendo sus fanes y estaban listos por saber como sonaría el resto del disco con el nuevo sonido que tenía Ekhymosis. En este disco se oye aparte del sonido más orillado al Rock y al Pop, se nota también una mezcla con sonidos característicos de la música colombiana.

## Listado de canciones
| N.º | Título                   | Duración |  |
| 1.  | «Uno Más»                | 3:17     |  |
| 2.  | «Sin Rencores»           | 3:02     |  |
| 3.  | «Lo Que Dice el Corazón» | 3:12     |  |
| 4.  | «Destino»                | 4:42     |  |
| 5.  | «Frío»                   | 4:04     |  |
| 6.  | «Ciudad Pacífico»        | 3:32     |  |
| 7.  | «A Media Voz»            | 4:33     |  |
| 8.  | «Periférico»             | 3:59     |  |
| 9.  | «Mar»                    | 3:00     |  |
| 10. | «Primer Signo»           | 3:04     |  |
| 11. | «Obsesivo»               | 4:16     |  |

## Formación
- Juanes - Voz, Guitarra.
- Jose Uribe– Guitarra.
- Andrés García - Bajo.
- Alejandro Ochoa - Teclados
- Jose Lopera - Batería.

- Datos: Q20014071